# Beschussamt
Ein Beschussamt (engl. Proofhouse) ist eine Behörde des Beschusswesens und insbesondere für die Prüfung von Handfeuerwaffen sowie deren Munition zuständig.

## Internationale Normen
Die Commission Internationale Permanente pour l’Epreuve des Armes à Feu Portatives (CIP) regelt die Normen des Beschusswesens international. Die Mitgliedstaaten der CIP haben sich durch Staatsverträge verpflichtet, ihre Beschusszeichen gegenseitig anzuerkennen und die von der CIP erarbeiteten Prüfvorschriften zu übernehmen. Dies bedeutet, dass jede in einem Mitgliedstaat geprüfte Handfeuerwaffe ohne weitere Prüfung in alle anderen Mitgliedstaaten eingeführt und dort verkauft werden darf (sofern nicht sicherheitspolizeiliche Bestimmungen dies verbieten). Die Beschussämter der CIP-Mitgliedsstaaten arbeiten nach dem Verbindlichen Regelwerk der CIP und haben daher weitestgehend gleiche Aufgaben und Normen, die beispielsweise bei der Beschussprüfung Anwendung finden.

## Übersicht der CIP-Beschussämter
Die Wahrnehmung der Aufgaben des Beschusswesens in den Mitgliedsstaaten wird von nationalen Prüfstellen sichergestellt. Nachfolgend die bekannten Ämter:
- - Es sind fünf aktive Beschussämter in Köln, Mellrichstadt, München, Suhl und Ulm-Jungingen und mehrere stillgelegte Prüfstellen.

- - Beschussamt Ferlach 
  - Beschussamt Wien
- Beschussamt (Königreich Belgien)
  - Banc d’Epreuves de Liège
- Beschussamt (Chile)
  - Banco de Pruebas de Chile, Santiago
- Beschussamt (Finnland)
  - The Proof House of Finland, Riihimäki
- Beschussamt (Frankreich)
  - Banc Officiel d’Epreuves de SaintEtienne
- Beschussamt (Großbritannien)
  - The London Proof House  Betreiber: „THE WORSHIPFUL COMPANY THE GUARDIANS OF THE OF GUNMAKERS OF LONDON“ Das Proofhouse London veröffentlicht besondere Beschusszeichen.[2]
  - → Hauptartikel: Birmingham Proof House „The Birmingham Gun Barrel Proof House“ auch als „Birmingham Proof House“ bekannt.  Betreiber: „THE GUARDIANS OF THE BIRMINGHAM PROOF HOUSE “[3] Das Proofhouse Birmingham veröffentlicht besondere Beschusszeichen.[2]   (Munitions-Prüfzeichen Birmingham)
- Beschussamt (Italien)
  - Banco Nazionale di Prova per le Armi da Fuoco Portatili e per le Munizioni Commerciali, Garddone Val Trompia (BS)
- Beschussamt (Russland)
  - ProofHouse for the proof of small arms, Klimovsk 
  - ProofHouse for civil and service arms, Izhevsk 
  - ProofHouse „Test“, Krasnozavodsk
- Beschussamt (Slowakische Republik)
  - Konštrukta Defence, a.s., Lieskovec
- Beschussamt (Spanien)
  - Banco Oficial de Pruebas de Armas de Fuego de Eibar
- Beschussamt (Tschechische Republik)
  - Banc d’Epreuves Tchèque des armes et des Munitions (Český úřad pro zkoušení zbraní a střeliva), Prag[4]
- Beschussamt (Ungarn)
  - Banc d’Epreuves de Hongrie, Budapest
- Beschussamt (Vereinigte Arabische Emirate) in Abu Dhabi[5]

## Beschussämter und vergleichbare Prüfstellen anderer Staaten
- Beschussamt (Schweiz)